# Michael Grauvogel
Michael Grauvogel (* 16. Juni 1948 in Lippstadt) ist ein ehemaliger deutscher Richter. Bis zum 28. Februar 2013 war er Vizepräsident des Landesarbeitsgerichts Bremen.
Michael Grauvogel studierte Rechtswissenschaften, Politikwissenschaft und Geschichte in Freiburg, Marburg und Gießen. Danach wurde er Rechtsanwalt und wissenschaftlicher Mitarbeiter beim Senator für Bauwesen in Bremen. Er wurde Leiter des Betriebs- und Personalräte-Zentrums der Arbeitnehmerkammer Bremen und Justiziar bei der Senatskommission für das Personalwesen Bremen. Am 1. Januar 1990 wurde er Richter am dortigen Arbeitsgericht, war von Juli 2006 bis September 2009 stellvertretender Direktor des Arbeitsgerichts Bremen-Bremerhaven und wurde am 1. Oktober 2009 zum Vorsitzenden Richter am Landesarbeitsgericht Bremen ernannt, dessen Vizepräsident er am 1. Juni 2010 wurde.
Grauvogel war eine der treibenden Kräfte bei der Einführung der Mediation bei den Fachgerichten. Darüber hinaus organisierte und betreute er für die Arbeitsgerichtsbarkeit die Proberichterfortbildung länderübergreifend.
Michael Grauvogel war mit der Soziologin und Hochschullehrerin Mechtild Oechsle verheiratet. Sie haben zwei Kinder.

## Veröffentlichungen
- mit Helmut Diez: Ratgeber für Belegschaften, Münster 1983.
- mit Hans-Joachim Kühner, Peter Bock: Betriebsratswahl, Arbeitskammer des Saarlandes, Referat Presse und Information, 1986.
- Betriebsübernahmen durch Belegschaften bei Betriebsstillegungen und Insolvenzen, in: Josef Mehrings, Rolf Meyke (Hrsg.): Wirtschaftsrechtliche Vorträge, Bd. 1, Oldenburg 1986, S. 246 ff.
- mit Detlef Hase, Dietmar Röhricht: Wirtschaftsausschuss und Betriebsrat. Praxiswissen für Betriebsratsmitglieder, 2. Auflage, Luchterhand, 2006, ISBN 978-3-931975-37-1
- Das Betriebliche Eingliederungsmanagement und seine Bedeutung bei der krankheitsbedingten Kündigung, 2010 (Kurzfassung, PDF)